# Kartellparteien
Nella storia dell'Impero tedesco il termine Kartellparteien si riferisce ad un'alleanza elettorale conservatore-nazionalliberale tra il 1887 ed il 1890.

## Composizione e inizio
Per sostenere il Cancelliere del Reich Otto von Bismarck si formò, prima delle elezioni federali del 1887 un'alleanza tra il Partito Conservatore Tedesco, il Partito Liberale Conservatore ed il Partito Nazionale Liberale. L'accordo previde la partecipazione di candidati comuni alle elezioni e disposizioni per gli eventuali ballottaggi.
I partiti di destra, in quella occasione approfittarono del timore di una guerra contro la Francia. I nazional-liberali, in particolare, accrebbero notevolmente i loro voti ed ottennero 48 seggi a spese dei liberali di sinistra e dei socialdemocratici.
La vittoria del Kartellparteien diede a Bismarck una solida maggioranza parlamentare, ma legò le sorti del suo esecutivo al successo della coalizione. All'inizio l'alleanza ebbe un discreto successo, così nel 1887 il Septennat venne attuato con successo. L'anno successivo l'approvazione di una modifica alla legge sulla difesa dello Stato (Landwehrgesetzes) ha portato ad un ulteriore rafforzamento dell'esercito. I grandi proprietari terrieri della parte orientale dell'Elba, base dei conservatori, ottennero dalla coalizione leggi agrarie favorevoli in relazione all'imposta sullo zucchero e sui distillati. Il cartello inoltre decise di prorogare la legislatura da tre a cinque anni e di prorogare le leggi antisocialiste.

## Declino della coalizione
I punti in comune così erano ampiamente esauriti e sorsero immediatamente i conflitti ad esempio nella cosiddetta "seconda legge di pace", che doveva porre fine alla Kulturkampf, che fallì per l'opposizione dei nazional liberali, che si opposero anche al tentativo di aumentare le tariffe sui cereali. Quest'ultima azione protezionista passò, però, grazie all'appoggio del Zentrum.
Nel frattempo le forze contrarie al Kartellparteien all'interno dei partiti crebbero. Nel Partito Conservatore Tedesco, l'estrema destra sognava un partito popolare conservatore e un corso anti-capitalista, antisemita, antiliberale e riformista-cristiano-sociale. Queste idee spinsero il partito ad un'alleanza sui contenuti con i centristi. Nel campo nazional-liberale si accentuarono i dubbi sulla repressione contro la socialdemocrazia e la politica coloniale, inoltre, il partito mantenne sempre le sue critiche alla politica sociale del governo. Le leggi sulla pensione di vecchiaia e sull'assicurazione d'invalidità furono approvate solo con l'ausilio del Zentrum nel 1889.
La coalizione si sciolse, all'inizio del regno di Guglielmo II, sulla questione delle leggi socialiste. Il nuovo Imperatore, sotto la bandiera del "Nuovo Corso", e l'opinione pubblica consideravano fallita la politica di repressione, mentre Bismarck e i conservatori, come Wilhelm von Kardorff, proseguirono nell'esecuzione. Il Kartellparteien subì ingenti perdite a favore del centro, della sinistra liberale e dei socialdemocratici alle elezioni del Reichstag nel 1890.
A causa di questa sconfitta Bismarck si indebolì nel conflitto di potere con Guglielmo II e privo di una maggioranza politica fu costretto alle dimissioni nel marzo 1890.